# Adelaida de Borgoña (1251-1290)
Adelaida de Borgoña (?, 1251 – ?, 1290), fue una noble francesa, condesa de Auxerre, de 1262 hasta su muerte, hija de Odón de Borgoña y de Matilde de Dampierre.

## Biografía
Era hija de Odón de Borgoña y Matilde II de Dampierre, condesa de Nevers, de Tonnerre y de Auxerre. Al morir su madre en 1262, hereda el condado de Auxerre. Su hermana Yolanda recibió el condado de Nevers y su hermana Margarita, el de Tonnerre.

## Descendencia
Se casó en Lantenay el 1 de noviembre de 1268 con Juan de Châlon, señor de Rochefort, hijo de Juan I, conde de Châlon, de Auxonne y de Borgoña, y de su segunda esposa, Isabel de Courtenay-Champigneulles. De esta unión nació un solo hijo:
- Guillermo de Châlon († 1304), conde de Auxerre y señor de Rochefort.

## Muerte
Murió en 1290.
| Predecesor: Matilde de Dampierre | Condesa de Auxerre 1262 - 1290 | Sucesor: Guillermo de Châlon |